# Sistema Glicko
Il sistema Glicko è un metodo per valutare la forza di un giocatore in giochi di abilità come gli scacchi. È stato inventato nel 1995 da Mark Glickman, professore di matematica presso l'Università di Boston, come estensione del sistema Elo, rispetto al quale introduce una misura dell'affidabilità del punteggio in base alla frequenza di gioco.

## Il parametro RD
La differenza principale rispetto al sistema Elo è l'introduzione di un parametro, chiamato RD (Rating Deviation), per misurare l'affidabilità dei punteggi assegnati. Un valore alto del parametro RD sta ad indicare un'alta inaffidabilità del punteggio stimato, mentre un valore basso sta ad indicare che il punteggio è affidabile. Il parametro RD viene modificato in due modi: esso cresce automaticamente col passare del tempo e diminuisce ogniqualvolta viene giocata una partita. L'idea alla base di questo meccanismo è quella secondo cui il punteggio di un giocatore che gioca molto spesso è da considerarsi affidabile poiché aggiornato di frequente, mentre il punteggio di un giocatore che non gioca da un lungo periodo di tempo è da considerarsi inaffidabile poiché nel frattempo la sua effettiva forza di gioco potrebbe essersi modificata (probabilmente al ribasso, ma non necessariamente) senza che ciò abbia avuto riflesso sul suo punteggio.
Il parametro RD influisce sull'entità delle variazioni di punteggio che vengono effettuate dopo ogni partita. La variazione è infatti direttamente proporzionale al proprio RD e inversamente proporzionale al RD dell'avversario. Ciò è motivato dal fatto che un punteggio a cui è associato un RD basso è affidabile, quindi è bene modificarlo di poco; viceversa se un giocatore ha un RD alto significa che ha un punteggio inaffidabile, quindi conviene modificarlo molto per farlo convergere rapidamente al punteggio che rappresenta la sua forza reale. Analogamente, il punteggio di un giocatore verrà tanto più modificato quanto più è basso il parametro RD del suo avversario, poiché tanto più è basso tanto più tale punteggio è affidabile, e dunque maggiormente degno di essere preso in considerazione per modificare l'altro punteggio.

## Versioni e applicazioni
Esistono due versioni del sistema, Glicko e Glicko-2, entrambe di pubblico dominio, le cui formule sono pubblicate sul sito web ufficiale. Una versione leggermente modificata di Glicko è usata dal sito di gioco online Free Internet Chess Server, mentre una versione leggermente modificata di Glicko-2 è utilizzata dalla Federazione scacchistica australiana. Varie implementazioni di Glicko e Glicko-2 sono utilizzate da alcuni videogiochi online, ad esempio FIFA eWorld Cupe Splatoon 2.
Uno studio del 2018 ha dimostrato come il sistema Glicko applicato al calcio sia più efficace di tutti gli altri metodi presi in analisi.